# Guldbaggegalan 1985
Den 20:e Guldbaggegalan, som belönade svenska filmer från 1983 och 1984, sändes från Blå hallen i Stockholms stadshus den 24 januari 1985.
Galan var den första som hölls i kalenderårets början, och omfattar därför filmer släppta under senare delen av 1983 och hela 1984.

## Vinnare
| Bästa film                                  | Bästa regi                                            |
| ------------------------------------------- | ----------------------------------------------------- |
| - Smärtgränsen – Agneta Elers-Jarleman      | - Hrafn Gunnlaugsson – Korpen flyger                  |
| Bästa skådespelerska                        | Bästa skådespelare                                    |
| - Gunilla Nyroos – Berget på månens baksida | - Sven Wollter – Sista leken och Mannen från Mallorca |
| Juryns specialbagge                         |                                                       |
| - Rune Ericson                              |                                                       |